# Jerzy Pałka
Jerzy Aleksander Pałka (ur. 26 kwietnia 1952 w Chorzowie) – polski naukowiec, farmaceuta, profesor nauk farmaceutycznych.

## Życiorys
Ukończył Śląską Akademię Medyczną im. Ludwika Waryńskiego w Katowicach uzyskując tytuł magistra farmacji. Od 1978 zatrudniony na Akademii Medycznej w Białymstoku. W 1983 na Akademii Medycznej w Łodzi uzyskał stopień naukowy doktora. W 1992 na podstawie osiągnięć naukowych i złożonej rozprawy pt. „Regulacyjna rola insulino-podobnego czynnika wzrostowego i (IGF-I) w procesie biosyntezy kolagenu” otrzymał stopień naukowy doktora habilitowanego nauk farmaceutycznych. W 2001 uzyskał tytuł naukowy profesora.
Członek Komitetu Terapii i Nauk o Leku Wydziału V Nauk Medycznych Polskiej Akademii Nauk. Członek Prezydium Komisji Nauk o Życiu Oddziału w Olsztynie i Białymstoku z siedzibą w Olsztynie Polskiej Akademii Nauk. Członek Zespołu Analizy Farmaceutycznej, Biomedycznej i Produktów Naturalnych Komitetu Chemii Analitycznej Polskiej Akademii Nauk. W latach 2002–2008 dziekan, a w latach 2008–2016 prodziekan do spraw studenckich Wydziału Farmaceutycznego z Oddziałem Medycyny Laboratoryjnej Uniwersytetu Medycznego w Białymstoku. Od 2004 do 2013 Prezes Polskiego Towarzystwa Farmaceutycznego Oddział Białystok. Członek Zarządu Fundacji Uniwersytetu Medycznego w Białymstoku. Pełni funkcję kierownika Zakładu Chemii Leków UMB. Wcześniej był związany z Zakładem Biochemii AMB. Jest również członkiem Senatu Uniwersytetu Medycznego w Białymstoku.
Odznaczony Złotym Krzyżem Zasługi (2005).